# III. legija Gallica
III. legija Gallica ali III. galska legija je bila legija republikanske in cesarske rimske vojske. Njen vzdevek  Gallica kaže, da so bili njeni prvi rekruti veterani galskih legij Gaja Julija Cezarja. Domnevo podpira njen emblem, bik, simbol, povezan s Cezarjem. Legija je imela večino svojega obstoja sedež v Rafaneji v rimski provinci Siriji in je bila še vedno aktivna v Egiptu v zgodnjem 4. stoletju.

## Obdobje republike
Legijo je leta 49 ali 48 pr. n. št. ustanovil Julij Cezar med svojo vojno proti Pompeju. Vojaki legije so bili izključno iz Transalpske in Cisalpske Galije. Po Cezarjevi smrti se je III. Gallica pridružila vojski Marka Antonija. V njegovi službi  se je borila v bitkah pri Mundi in pri Filipih. Kasneje je bila vključena v vojsko, ki sta jo zbrala Fulvija in Lucij Antonij, brat Marka Antonija, da bi se zoperstavila Oktavijanu. Upor se je končal z vdajo pri Perugi pozimi 41 pr. n. št.

## Obdobje cesarstva

### Služenje pod Herodom in Antonijev pohod proti Partom
Legija je sodelovala v Antonijevi partski vojni leta 36 pr. n. št. Po bitki pri Akciju in Antonijevem samomoru med državljansko vojno je bila III. legija Gallica poslana na vzhod in se nastanila v provinci Siriji.

### Kampanja pod vodstvom Corbulona in premestitev  na Donavo
Ko je bil Gnej Domicij Korbulon imenovan za poveljnika kampanje proti Partom zaradi nadzora nad Armenijo, sta jedro njegove vojske tvorili III. legija Gallca in  VI. legija Ferrata. Kampanja je trajala od leta 58 do 68 n. št. Corbulonovi uspehi so sprožili zamero cesarja Nerona in na koncu prisilili generala v samomor. Leta 68 n. št. je bila III. Gallica premeščena v provinco Mezijo na Donavi.

### Leto štirih cesarjev
V letu štirih cesarjev (69) sta se legija in preostala donavska vojska najprej povezali z Otonom in nato z Vespazijanom. S še tremi legijami se je III. Gallica pridružila VII. legiji Gemina pod njenim  poveljnikom Markom Antonijem Primom, ki je korakal proti enotam, ki so podpirale Vitelija v severni Italiji. Do odločilnega spopada je prišlo v drugi bitki pri Bedriaku, v kateri so bili Vitelijanci poraženi. Iz Bedriaka je legija pod Primom napredovala proti Rimu, da bi rešila Vespazijanovo družino in njegove podpornike v mestu. Utaborila se je v Capui, ko je z vzhoda prispel Mucij. Ko je Vespazijan utrdil oblast v Rimu, je Mucija razpršil enote, zveste Primu, in legijo poslal nazaj v Sirijo.

### Sirija
Po vrnitvi v Sirijo je imela svojo bazo v Rafaniji, ki so jo Rimljani zavzeli leta 71. Njene veksilacije so se morda borile v Trajanovih in Domicijanovih dačanskih vojnah. Legija je verjetno sodelovala v Trajanovih partskih vojnah. Leta 132 je bila III. Gallica pozvana, da zatre upor Judov. Napis, najden v Rimu, potrjuje, da je bila legija proti koncu Hadrijanove vladavine še vedno v Siriji. Pod poveljstvom Gaja Avidija Kasija je sodelovali tudi v pohodu Lucija Vera proti Partom.
V letu petih cesarjev (193) so sirske legije, vključno s III. Gallico, podpirale Pescenija Nigra. V vojni je zmagal Septimij Sever. V njegovi kapanji proti Partom se je med drugimi borila tudi III. Gallica.  Med vladavino rimskega cesarja Karakale je legija pustila napis med spominskimi stelami Nahr el-Kalba.
Legija je imela osrednjo vlogo v zgodnji vladavini cesarja Elagabala. Leta 219 je legija, izčrpana zaradi Elagabalovih ekscesov, podprla svojega poveljnika, senatorja Vera, ki se je razglasil za cesarja. Elagabal je dal Vera usmrtiti in legijo razkropil. Legionarji so bili premeščeni v III. legijo Augusto, nameščeno v afriških provincah. Elagabalov naslednik Aleksander Sever je legijo ponovno združil in poslal nazaj v Sirijo. Legija je sodelovala v Aleksandrovem pohodu proti Sasanidom. Njena nadaljnja zgodovina je nejasna.

## Dokazani pripadniki legije
| Ime                        | Rang                    | Časovni okvir       | Provinca | Vir                                        |
| -------------------------- | ----------------------- | ------------------- | -------- | ------------------------------------------ |
| Lucij Artorij Kast         | centurio                | med 150 in 250      | Sirija   | CIL 3/1919                                 |
| Tit Avrelij Fulv           | legatus legionis        | 65-69               | Moesia   | CIL 3/6741 = ILS 232; Tacit, Zgodbe, i. 79 |
| Gaj Dilij Aponijan         | legatus legionis        | 69-70               | Mezija   | Tacit, Zgodbe, iii.10, 11                  |
| Lucij Avrelij Gal          | legatus legionis        | 121-123             | Sirija   | CIL 6/1356 = ILS 1109                      |
| Gaj Javolen Kalvin         | legatus legionis        | okoli 138           | Sirija   | CIL 14/2499                                |
| Mark Servil Fabijan Maksim | legatus legionis        | okoli 150–okoli 153 | Sirija   | CIL 6/1517                                 |
| Avidij Kasij               | legatus legionis        | okoli 162–okoli 166 | Sirija   |                                            |
| Ver                        | legatus legionis        | okoli 218 - 219     | Sirija   | Kasij Dion, 80.7; Herodijan, 5             |
| Arij Var                   | primus pilus            | 69                  | Mezija   | Tacit, Zgodbe, iii.16, iv.19               |
| Mark Statij Prisk          | tribunus angusticlavius | 130. leta           | Sirija   | CIL 6/1523 = ILS 1092                      |
| Sikst Apij Sever           | tribunus laticlavius    | med 68 in 76        | Sirija   | CIL 6/1348 = ILS 1003                      |
| Gaj Plinij Cecilij Sekund  | tribunus laticlavius    | 80. leta            | Sirija   | CIL 5/5262                                 |
| Gaj Brutij Presens         | tribunus laticlavius    | okoli 136           | Sirija   | CIL 10/408 = ILS 1117                      |
| Mark Mezij Rusticijan      | tribunus laticlavius    | okoli 135-140       | Sirija   |                                            |
| Lucij Pulajn Gargil Antik  | tribunus laticlavius    | okoli 145           | Sirija   | CIL 3/7394                                 |